# Клоссон, Эрнест
Эрнест Клоссон (фр. Ernest Closson; 12 декабря 1870, Сен-Жосс-тен-Ноде — 21 декабря 1950, Сен-Жиль) — бельгийский музыковед.
Исследовал жизнь и творчество Андре Гретри, выпустил книгу о нём (1920), был соредактором его четырёхтомного собрания сочинений (1919—1922). С 1896 г. работал в брюссельском Музее музыкальных инструментов, в 1924—1936 гг. его директор. Написал обзорный труд «Производство музыкальных инструментов в Бельгии» (фр. La Facture des instruments de musique en Belgique; 1935), приуроченный ко Всемирной выставке 1935 года в Брюсселе. Одновременно в 1912—1935 гг. профессор истории музыки Брюссельской консерватории.
Автор монографий «Эдвард Григ и скандинавская музыка» (фр. Edvard Grieg et la musique scandinave; 1892, первоначально печаталась с продолжением в журнале Le guide musical) и «Фламандское начало у Бетховена» (фр. L'élément flamand dans Beethoven; 1928, переиздание 1946, английский перевод 1936), короткой популярной книги «История фортепиано» (фр. Histoire du piano; 1944, английский перевод 1947). Составил антологию «Народные песни бельгийских провинций» (фр. Chansons populaires des provinces belges; 1905) в транскрипциях для голоса и фортепиано.